# Romanivka, Bereznehuvate
Romanivka (în ucraineană Романівка) este localitatea de reședință a comunei Romanivka din raionul Bereznehuvate, regiunea Mîkolaiiv, Ucraina.

## Demografie
Componența lingvistică a localității Romanivka
     Ucraineană (94,68%)
     Rusă (3,72%)
     Română (1,6%)
Conform recensământului din 2001, majoritatea populației localității Romanivka era vorbitoare de ucraineană (94,68%), existând în minoritate și vorbitori de rusă (3,72%) și română (1,6%).